# Plakortis kenyensis
Plakortis kenyensis är en svampdjursart som beskrevs av Gustavo Pulitzer-Finali 1993. Plakortis kenyensis ingår i släktet Plakortis och familjen Plakinidae. Inga underarter finns listade i Catalogue of Life.